# Pristomerus microdon
Pristomerus microdon là một loài tò vò trong họ Ichneumonidae.